# کالاتایود
کاتالایود، یا قلعه ایوب (به انگلیسی: Calatayud)،(به عربی: قلعة أيوب)، یک شهر و شهرداری در استان Zaragoza در بخش خودگردان Aragon می‌باشد. 
کاتالایود، دومین شهر استان ساراگوسا بوده و در ۲۰۰۸ در حدود ۲۱۹۵۰ نفر جمعیت داشته‌است.